# Спілка українських образотворчих митців Австралії
Спілка українських образотворчих митців Австралії (СУОМА) (англ. Ukrainian Artists Society of Australia) — організація українських митців, заснована 1967 року й особливо діяльна у 1970-их рр. Ініціатором і крайовим головою (до смерті в 1986 р.) був художник з Канберри, власник галереї, Степан Місько; постійним секретарем — Петро Кравченко, скарбниками — Оріон Венгринович і Олександр Чубатий.
Незважаючи на важкі умови життя поселенців в Австралії, деякі митці виявляли свій талант і творчість беручи активну участь в українських імпрезах, академіях, концертах та театральних виставах, оформляючи сцени та залі відповідно до тематики. Кілька з них мали щастя влаштуватися за фахом і працювати в ділянці мистецтва, викладаючи малювання в школах, гімназіях, або у своїх власних навчальних закладах; деякі з них були заангажовані в приватних фірм і в державних роботах. Загалом, українські образотворчі митці, разом з іншими митцями в театрі, опері, співочих ансамблях, вкладали велику роботу у розбудову українського громадського життя в Австралії.

## Митці у громадському житті
Масова хвиля українських іммігрантів до Австралії почала в 1948 р. і принесла із собою досить велику кількість митців: акторів, співаків, художників. Багато з них закінчили студії в Україні чи Польщі і деякі вже працювали професійно, але на новому континенті їх чекав 2-річний контракт — праця, яку визначив австралійський уряд. Прибувши до береги чужого континенту, українці й інші переміщені особи або «Ді-Пі» були зразу вивезені спеціальними вагонами і розміщені по державних таборах (Бетхерст, Бонеґілла, Вудсайд) далеко від головних містах. Здебільшого праця для мужчин була фізично тяжка і часто поселенці знаходилася в ізольованих селах і фермах. Жінки на той час в більшості мешкали окремо від чоловіків, працюючи в шпиталях, або в окремих домах.
В таких умовах було тяжко діяти мистецтвом, але незважаючи на тяжкі умови, українська діаспора Австралії одразу почала організувати громадське й культурне життя. Ще за часів тимчасового таборового життя в Бетхерсті, Леонід Денисенко зумів влаштувати мистецьку виставку своїх творів — 150 карикатур що в сатиричному плані малювали українське таборове життя в Німеччині й в Австралії. Цю виставку оглянуло понад 3000 людей.
За рік, два, українці в Австралії вже зорганізували імпрези, вечори і театральні гуртки. Театр, зокрема в пору його розквіту в 1950-их років, об'єднував повний діапазон українських мистецьких сил, створивши форум для мистецького самовиявлення українських митців. З часом, жодне українське свято, концерт, театральна виставка не обходилась без участі художників. Над сценічним оформленням для театру і концертах працювали художники Володимир Савчак, Василь Цибульский, Петро Кравченко, Борис Спесивий, Віктор Буряк, Степан Хвиля, Юрій Голобродцький.

## Заснування СУОМА

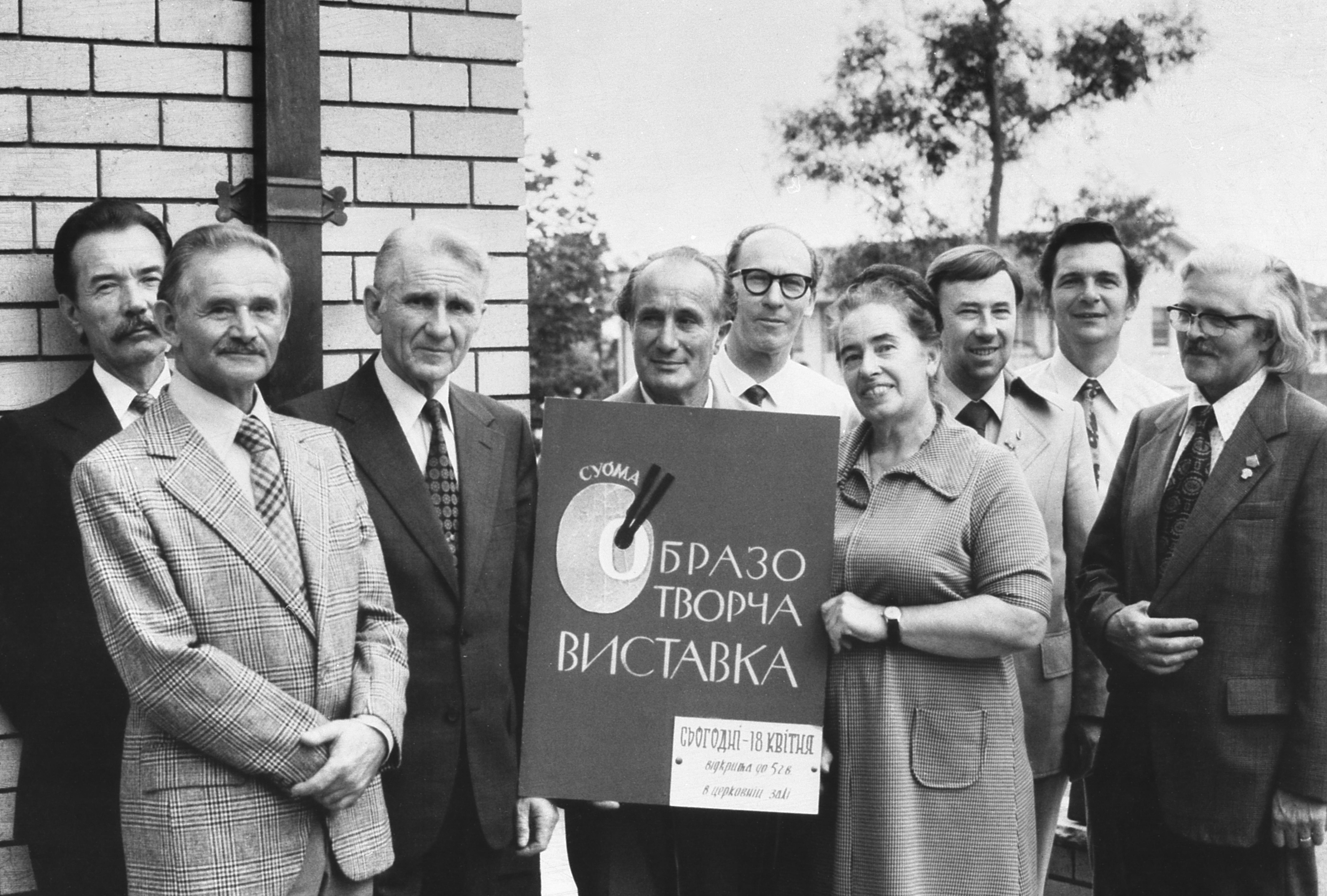
Члени СУОМА під крайової виставки у Лідкомбі 1976 р.

До заснування СУОМА українські митці вкладали свій талант і енергію в розбудову українського громадського життя індивідуально або належали до колектив, як наприклад у Сіднеї: Драматичний гурток при Українській Громаді НПВ, Гурток прихильників Сцени, Об'єднання мистецьких сил Західного Сіднея.
Тільки в 1967 р. утворилося єдине художнє товариство під назвою Спілка Українських Образотворчих Мистців Австралії (СУОМА) з ініціативи художника з Канберри Степана Міська, який їздив до різних штатів Австралії, збираючи українських митців в одну організацію. Була створена загальна спілка — СУОМА, до якої включились відділи в штатах НПВ і Вікторії. Головою був її засновник Степан Місько.
Перша виставка нової спілки була 25-31 серпня 1967 в Театральній галереї міста Канберрі під час першого Українського народного фестивалю. Виставлялись робіт 17-их членів спілки. Після цього, активність художників в Австралії виявилась у річних українських виставках, хоч поодинокі художники брали участь і в австралійських виставках і діставали відзначення та нагороди. У Сіднеї, Мельбурні, Аделаїді, Канберрі вони виявили себе як постійні експоненти, репрезентуючи культуру української діаспори між австралійцям.

## СУОМА у Вікторії і Південній Австралії
Мельбурнський осередок СУОМА очолював художник Василь Цибульський, після його смерті — Людмила Гриценко. Перший крайовий з'їзд СУОМА, разом з виставкою праць членів, відбувся в Мельбурні 10-12 квітня 1971 в рамках II Здвиху Українців Австралії. У виставці брали участь 19 художників, з них восьмеро з Вікторії. Згодом художники з Вікторії брали участь і в інших крайових виставках СУОМА. Шоста така виставка відбулася у квітні 1976 в Сіднеї.
Членами відділу СУОМА у Вікторії були: Зіна Ботте, Оріон Венгринович, Леся Вотерфол, Федір Габелко, Юрій Гіммельрайх, Людмила Гриценко, Галина Корінь, Люба Кириленко-Десі, Ярина Ляхович, Марко Туєшин, Анна Цибульська, Василь Цибульський.
У Вікторії працювали й інші художники, твори яких виставлялися на збірних виставках, організованих українськими організаціями. Серед них були: Оля Радіон-Лінґогр, Рая Булка, Маруся Юрків-Яроцька, Лідія Волощук. У Вікторії жили й були діяльними графік і карикатурист Максим Окопний та, певний час, маляр Володимир Савчак.
Членами відділу СУОМА у штаті Південної Австралії були: Мстислава Чорній, В. Бурак, Тимофій Мессак, В. Гай, Л. Браців.

## СУОМА (НПВ)
Найбільшу активність, зокрема в організації місцевих виставок, проявляли відділи СУОМА (НПВ) який почався організаційним засіданням 27 вересня 1967. Першими членами СУОМА (НПВ) стали її засновники: Михайло Садовський (голова відділу НПВ), Степан Місько (голова СУОМА), Петро Кравченко (секретар), Михайло Кміт (почесний член), Леонід Денисенко, Євгенія Козьолковська, Софія Сивенька, Олександр Чубатий. Через рік до цієї групи вступили Степан Хвиля, Теодосій Робітницький, Борис Спесивий, та Теодосій Нелукавий. В 1972 році до складу СУОМА (НПВ) ввійшов Володимир Савчак з Мельборну. Тимчасово перебували в рядах СУОМА Марта Сивенька, І. Балик, Т. Кошарич та Ярослав Стадник (виїхав до США).
Протягом всіх цих років головами СУОМА були такі особи: М. Садовський (4 роки), О. Чубатий (6 років), С. Хвиля (1 рік), Т. Налуковий (2 роки). Обов'язки секретаря від 1967—2007 виконував Петро Кравченко.

## Критерії діяльності
Михайло Садовський, як голова, висловився так щодо метою товариства:
«…мета і завдання нашої мистецької спілки — зберігати і продовжувати форми українського національного мистецтва та репрезентувати українську культуру перед чужинцями, зберігати національну суть свого мистецтва та своїми творчими ідеями йти в ногу зі світовим мистецтвом; формально ставити і розв'язувати ті самі образотворчі проблеми, прищеплювати любов до українського мистецтва нашій спільноті (а особливо молоді), розвивати свою творчість на базі всеукраїнській та бути висловом, репрезентантом української духовності…».
В цілому, мистецька діяльність членів Спілки в українському та чужому світі виявилась в різноманітних ділянках, як: станкове малярство, гравюра, декоративне малярство включно з мистецьким оформленням сцен, фільмів, зал, іконопис, монументальна скульптура, різьба, книжкова та плакатна графіка; навчання мистецтва в австралійських школах.

## Золота ера

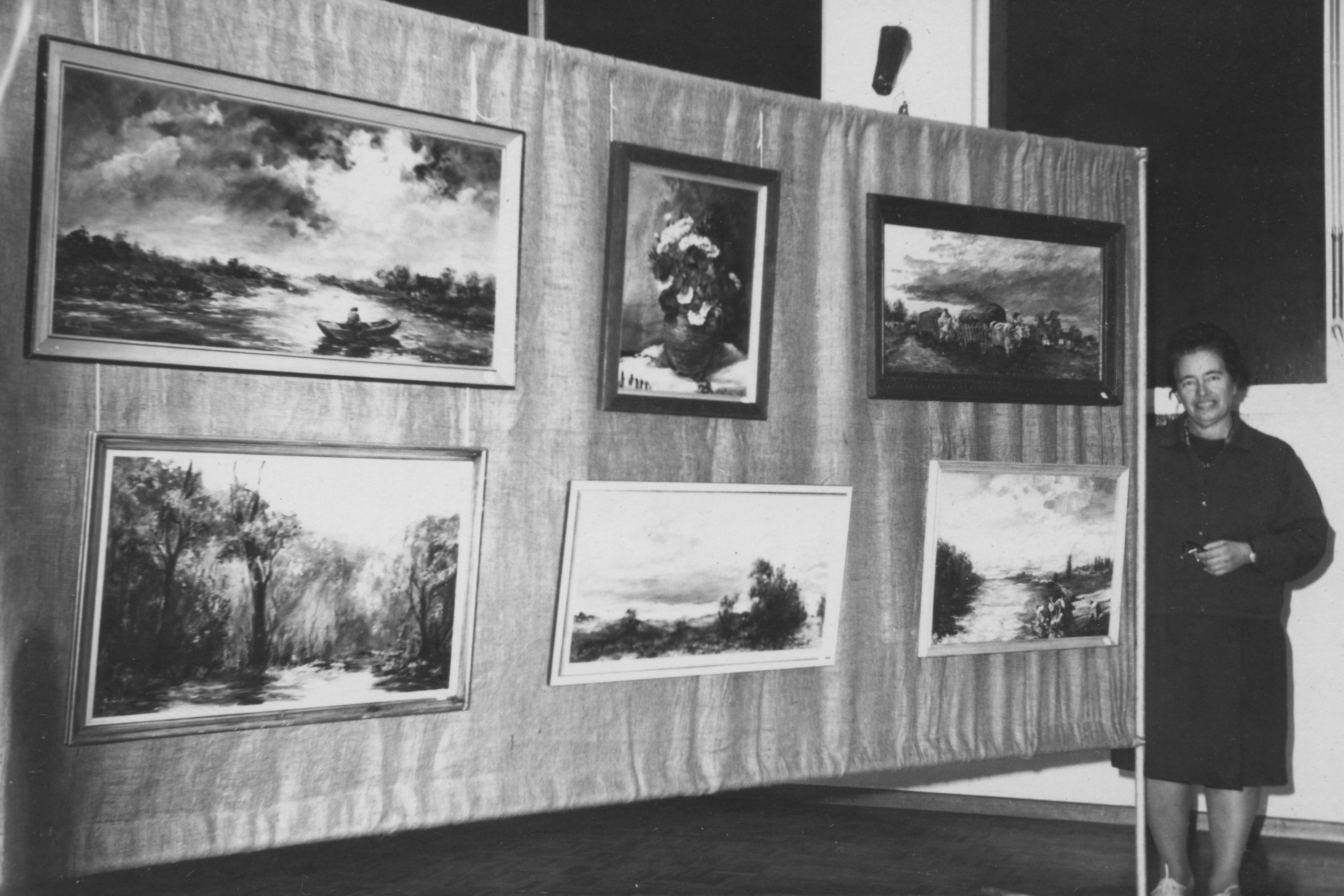
Софія Сивенька і її твори на виставці СУОМА (НПВ) в 1972 р.

Золотий період коли СУОМА (НПВ) була найбільш активнішим був у 1970-их роках. Вже за три місяці свого існування СУОМА (НПВ) влаштувала свою першу виставку образотворчих праць, а після того такі виставки відбувалися щороку аж до кінця 1970-их років. Крім того, Спілка брала участь в Крайових виставках СУОМА, що проходили в 1968, 1971, 1976 роках, а також в Українських Фестивалях (Канберра) в 1967 і 1972 роках.
Між 1967 і 2007 члени СУОМА (НПВ) зорганізували 37 спільних і особистих виставок робіт своїх членів. Деякі з цих відбулися у престижних австралійських залах, і троє відбулися в Києві — решта відбулися в місті Лідкомбу в Українському народному домі; Українській центральній школі ім. кн. Ольги або в парафіяльній залі Українській Католицькій церкві. Тепер деякі картин членів Спілки знаходяться в Музею культурної спадщини в Києві.
За підрахунками секретера, до 1995 р. через виставки в Сіднеї пройшло понад три тисячі відвідувачів і експонувалось за цей час понад сімсот картин.
Не можна не згадати і поодиноких членів СУОМА, які виставляли свої твори серед австралійців.
Митці Леонід Денисенко, Євгенія Козьолковська, Петро Кравченко, Володимир Савчак, Микола Садовський, Степан Хвиля, Олесь Чубатий досить активно брали участь у виставках і конкурсах, організованих різними австралійськими організаціями, одержуючи нагороди і похвали.
В 1971 р. СУОМА нараховувала 27 членів, а в 1988 р. 14 членів.

## Досягнення в австралійському суспільстві
Деяким митцям вдалось виявити себе в мистецтві за межами українського громадського життя, і з часом українські митці досягли позиції в австралійському суспільстві. Художник Степан Місько відіграв важливу амбасадорську роль у пропагування української культури між австралійської еліти в 1960-их і 1970-их роках, в час коли мало австралійців знали про Україну і українську культуру. Він започаткував перші зовнішні зв'язки з урядом Австралії в Мельбурні і Канберрі і довгий час тримав тісні контакти з австралійськими політиками. Він побудував власну галерею «Misko Art Studies Gallery» при своїй хаті, яку відкрила дружина прем'єр-міністра Джон Ґортон в 1978 році. Тут експонувалися не тільки твори Міська, але й інших українських митців.
Володимир Савчак побував у Тасманії, де він жив і працював викладачем малювання в коледжі. Пізніше виїхав до Північної Австралії, де був заангажований як вчитель малювання у місійній школі аборигенів. Олександр Чубатий довгий час працював в австралійській фірмі як графік. Петро Кравченко займав позицію костюмера дизайнера у Австралійській державній телевізійній студії (ABC TV) протягом 20 років. Його твори прикрашали багато екранізовані виставок і серіалів.
Треба відмітити вигравання у конкурсі й виготовлення пам'ятника, присвяченого «Новим Поселенцям», за проектом Леоніда Денисенка і його брата архітектора Юрія, який був відкритий у Ферфілді в 1968 році. Леонід Денисенко заснував свою мистецьку школу та фірму графіки і працював учителем карикатури в Інтернаціональній кореспонденційній школі.
Художник і фотограф Валентин Школьний видав свої професійні фотографії у мистецькій книжці «Juxtapositions — an intimate portrait of Sydney». Ірина Прудник, займаючи посаду педагога, виставляє свої мистецькі твори на багатьох австралійських виставках.
Монументальна робота художниці-керамістки Ірини Мадей яка присвячена 1000-літтю Християнства України-Руси прикрашає місце біля церкви св. Андрія в Лідкомбі. ЇЇ творчість показували на телевізійній програмі «Vox Populi» на австралійській станції SBS. ЇЇ керамічні вироби були подаровані від української спільноти українським олімпійцям у 2000-ому році.
Але найбільше досягнення мав Михайло Кміт який, працюючи на залізниці прибиральником, взяв участь у різних конкурсах і виграв Нагороду Блейка за релігійне мистецтво 1953 року.

## Відродження
Пройшли десятки років і багато митці відійшли в потойбічний світ. Ряди СУОМА (НПВ) рідшали. З часом і громадське життя почало завмирати і причавлені хворобами митці уже не були такі активні. І лише в 1990-ті роки українське мистецьке життя в Австралії почало оживати. Цьому спричинився приїзд молодих сил з України, Всі вони були ґрадуантами українських мистецьких закладів і дуже заавансовані. За їхньою спиною стояли десятки особистих і групових виставок в різних містах України, Європи, Америки.
Для українського мистецького середовища в Австралії це було велике надбання Світлана Солдатова, Валентин Школьний, Лілія і Валентин Вареца. Наталія Бало, Леся Бабляк — всі вони, маючи великий запал до мистецької праці та невичерпану енергію, зуміли за короткий час проявити себе і влаштувати свої власні виставки.
СУОМА (НПВ) через особливу діяльність Петра Кравченка спричинила корисні відвідини художників з України. На запрошення в 1987 до Австралії було велике явище приїзд із України Івана Марчука. Його перебування в Сіднеї поклало початок міжнародного визнанню цього українського маляра. Другий митець з України Анатолій Валієв (скульптор) відвідав Австралію в 1992-93 роках і, щоб відзначити 150-річчю смерті Тараса Шевченка, він подарував бронзову скульптуру бандуру-Шевченко українській громаді.
В 1999 році митці СУОМА (НПВ) — Леся Бабляк, Юрій Голобродський, Леонід Денисенко, Гліб Дубик, Петро Кравченко, Володимир Савчак, Світлана Солдатова, Валентин Школьний, Степан Хвиля, Анна Чаплинська, Люба Чорній, Єлисавета Якубів та Анна Янчук — влаштували ювілейну виставку, присвячену 50-літтю українського поселення в Австралії. До виставки були долучені твори членів СУОМА, які відійшли на вічний спочинок Михайла Кміта, Євгенії Козьолковської, Софії Сивенької, Олеся Чубатогого. Разом — 74 експонати.

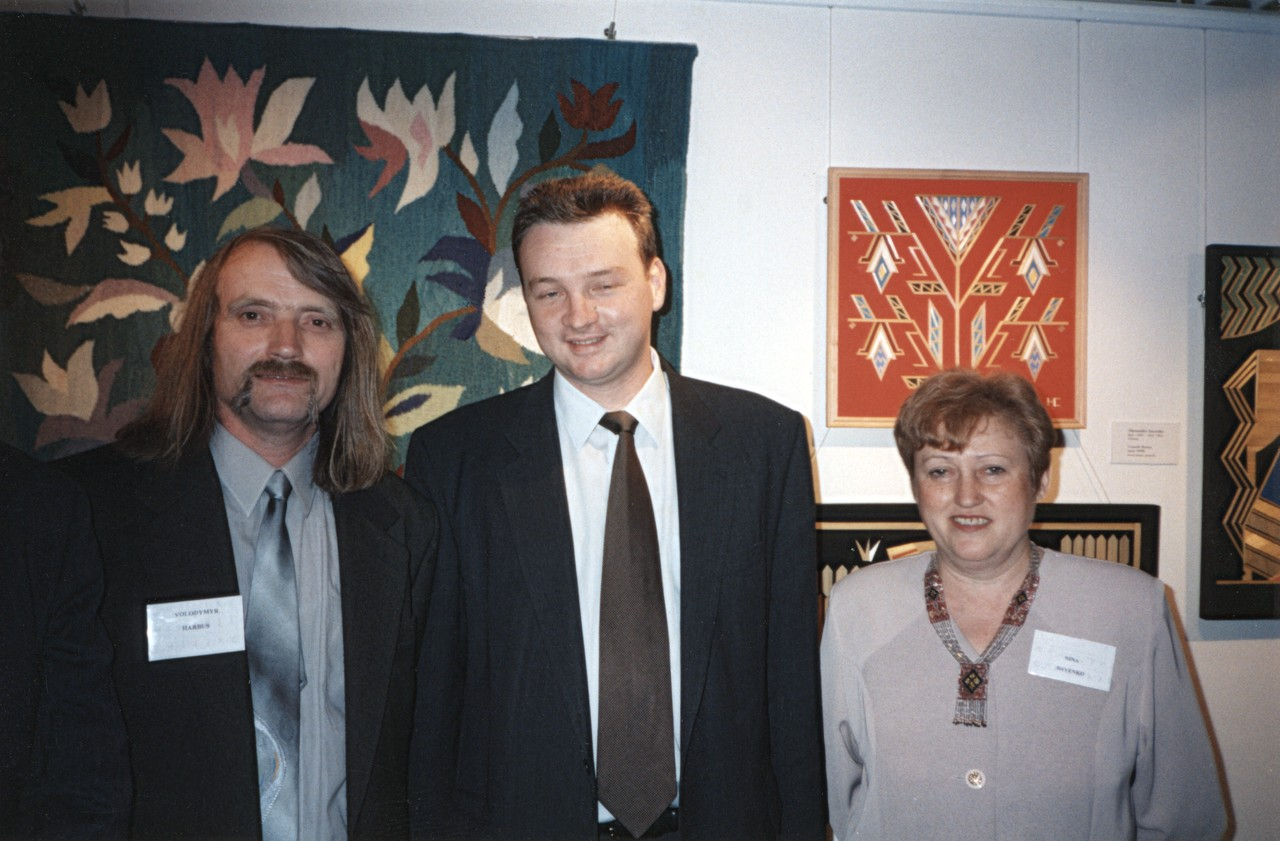
Митці з України Володимир Гарбуз (з ліва) і Ніна Саєнко (з права) разом з мером Параматти Давид Боржер, під час виставки організовано СУОМА (НПВ), квітень 2000 р.

В 2000-ому році були запрошені митці Ніна Саєнко й Володимир Гарбуз, які презентували своїх й інших митців з України твори в виставці «Подих Україні» в міській галереї міста Параматті. У 2000 і 2003 рр. СУОМА (НПВ) запросило до Австралії маляра Володимира Воронюка де він мав персональні виставки в Сіднеї й Мельбурні.
В 2001-ому році СУОМА (НПВ) організувала виставку творів своїх митців «Наша країна — Україна» в Палаці Мистецтв «Український дім» в Києві.
Поважним кроком у діяльності СУОМА (НПВ) була участь у відзначанню «Голодомору» в Сіднеї в 2008 р. в формі виставки картин і художню постановку сценографії.